# Zbigniew Gorzelańczyk
Zbigniew Gorzelańczyk (ur. 31 lipca 1944 w Lesznie, zm. 6 lutego 1996 w Dominikanie) – polski polityk, poseł na Sejm I i II kadencji.

## Życiorys
Syn Jana. Był absolwentem Akademii Wychowania Fizycznego we Wrocławiu (1968) i wyższej szkoły politycznej w Moskwie (1983). Sprawował mandat posła I i II kadencji wybranego w okręgach leszczyńsko-zielonogórskim i leszczyńskim z listy Sojuszu Lewicy Demokratycznej.
W 1996 zginął w Dominikanie w katastrofie lotniczej lotu Birgenair 301, w trakcie której śmierć poniósł też poseł Marek Wielgus. Pośmiertnie został odznaczony Krzyżem Kawalerskim Orderu Odrodzenia Polski.

## Wyniki wyborcze
| Wybory | Komitet wyborczy | Komitet wyborczy             | Organ           | Okręg           | Wynik        |
| ------ | ---------------- | ---------------------------- | --------------- | --------------- | ------------ |
| 1991   |                  | Sojusz Lewicy Demokratycznej | Sejm I kadencji | nr 14           | 7157 (2,55%) |
| 1993   | Sejm II kadencji | Sojusz Lewicy Demokratycznej | nr 24           | 21 999 (14,51%) |              |